# Deokgok-myeon, Goryeong-gun
Deokgok-myeon (koreanska: 덕곡면) är en socken i den centrala delen av Sydkorea, 230 km sydost om huvudstaden Seoul. Den ligger i kommunen Goryeong-gun i provinsen Norra Gyeongsang.